# Fort St. Michael (Venlo)
Fort St. Michael ist ein ehemaliges Fort in Venlo in dem ehemaligen Herzogtum Geldern, seit 1815 in der niederländischen Provinz Limburg.

## Geschichte

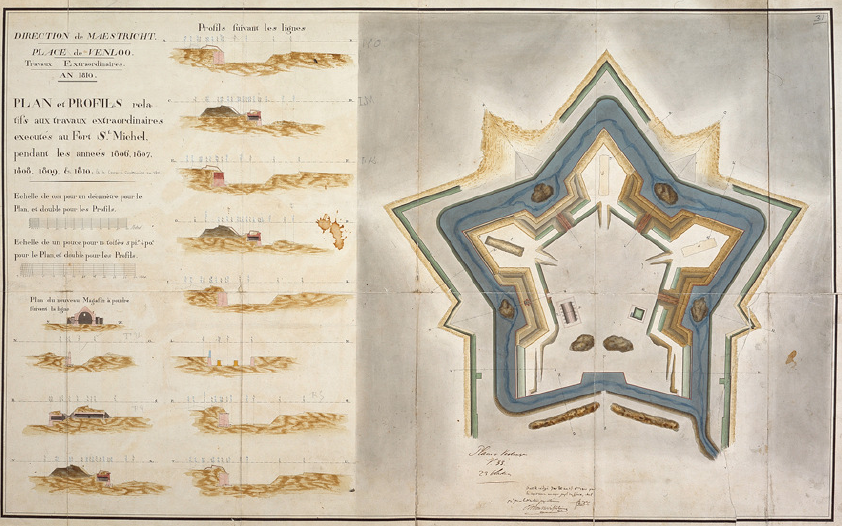
Karte vom Fort Sint-Michiel, 1810

Um das Jahr 1450 gab es an der Stelle der heutigen Kaserne am Westufer der Maas Verteidigungsanlagen; zunächst war dies eine hölzerne Palisade. Rund um Venlo wurde ein Gürtel von Bastionen und Kanälen zur Befestigung gebaut. Die dort stationierten Soldaten wurden zumeist bei den Bürgern einquartiert.

### Achtzigjähriger Krieg
Während des Achtzigjährigen Krieges unternahm Wilhelm von Oranien im Jahre 1572 einen ersten Versuch, die Stadt Venlo von Philipp II. von Spanien zu erobern, doch dieser Versuch scheiterte. Der zwölfjährige Sohn Wilhelms, Moritz, unternahm 1579 einen weiteren Versuch, die Stadt Venlo zu erobern und war erfolgreich.
Im Jahre 1585 wurde am westlichen Ufer der Maas ein Hornwerk gebaut. Dieses Hornwerk, bestehend aus einer Schanze mit Wachhaus, diente im folgenden Jahr als Basis für die Belagerung von Alessandro Farnese, Herzog von Parma im Dienst des Königs von Spanien. Im Juni 1586 war Venlo wieder in spanischen Händen.
1632 gewann Prinz Friedrich Heinrich (mit dem niederländischen Spitznamen de Stedendwinger) während des Achtzigjährigen Kriegs Venlo von den Spaniern, die das Fort aufgaben. Am 25. August 1637 verlor der Fürst nach einer langen und schweren Belagerung die Stadt wieder an die Spanier. Spanischerseits war man der Ansicht, man müsse die Stadt besser befestigen. Obwohl es seit dem 16. Jahrhundert auf der Seite der Maas eine massive Verteidigungsstruktur gab, das sogenannte Steine Bolwerck, wurde dennoch beschlossen, auf der gegenüberliegenden Seite eine neue Festung zu bauen. Dieser Bau wurde am 29. September 1641, dem Namenstag des Erzengel Michael, begonnen und die Festung wurde nach dem Erzengel benannt.
Im Jahre 1646 unternahm Friedrich Heinrich einen Versuch, wieder Kontrolle über die Festung und die Stadt Venlo zu bekommen. Da die Festung bereits seit dem Jahre 1644 voll funktionsfähig und im Einsatz war, scheiterte dieser Versuch.

### Westfälischer Frieden und Spanischer Erbfolgekrieg
Als Ergebnis des Westfälischen Friedens wurde die Festung Venlo der Republik der Sieben Vereinigten Niederlande übertragen, aber die Stadt Venlo selbst blieb in spanischen Händen. Im Jahre 1702 wurde die Festung einen Monat lang belagert. Nachdem die Niederländer an anderer Stelle einen Sieg errungen hatten und diesen mit Salutfeuer feierten, nahm der spanische Stadtkommandant an, ein erneuter Angriff stünde bevor. Mit dem Wissen, das seine Garnison einem weiteren Angriff nicht standhalten konnte, ergab er sich. Menno van Coehoorn nutzt die Gelegenheit und erobert Stadt sowie Festung. Graf von Varo wurde in diesem Jahr Gouverneur und übernahm das Kommando über die Festung. Anschließend wurden drei neue Festungen rund um die Stadt gebaut: Fort Ginkel (vor dem Gelderner Tor), Fort Beerendonck (bei der Martinikirche) und Fort Köln (vor dem Kölner Tor). Das im vierzehnten Jahrhundert gebaute Tegelpoort (Tegelener Tor), das Anschluss hatte am Judenstrasse, wurde ersetzt durch das Roermondsepoort (Roermonder Tor) in der Nähe der Vleesstraat. Von dem Staat wurde weiter einigen wichtigen militärischen Bauten in der Innenstadt gebaut: das Arsenal, zwei Pulvermagazine – neben der Martinikirche und der Helschriksel – und zwei große Kasernengebäude, der große Block und der kleine Block bei der Roermondsepoort. Der Bau von zwei Kasernen entlastete den von der Garnison ausgehenden Druck auf die Stadt. Viele Bürger wurden von der Einquartierung befreit.

### Französische und Belgische Zeit
Am 12. Februar 1793 wurde die Festung von französischen Truppen besetzt. Von dort aus lag während der Französische Offensive die Venloer Festung unter Beschuss. Nach dem Fall Napoleon Bonapartes, kamen sowohl Fort als auch Festung wieder in niederländischer Hände.
Aus dem 18. Jahrhundert datieren einige Berichte über das Fort St. Michael. Die Festung war zu weit von der Maas gelegen und war relativ einfach vom Gegner einzunehmen, weswegen sie als Basis gegen die Stadt genutzt werden konnte. Darum wurde im Jahre 1831, während der Belgischen Revolution, zwischen dem Fort Sankt Michael und der Maas das Fort Leopold gebaut.
Schätzungsweise ein Viertel der Stadt wurde vom Militär beschlagnahmt, während Venlo bereits überfüllt war. Die Stadtmauern waren eingeklemmt, bauen außerhalb der Stadt wurde aus militär-strategischen Gründen verboten. Dies führte zu unverantwortbaren Zuständen in Bezug auf Wohnen und Hygiene. In fast allen Häusern lebten mehrere Familien. Unternehmen wurden direkt neben dem Wohngebiet gebaut. Wasserwerke und Kanalisationen waren noch unbekannt.

## Stilllegung

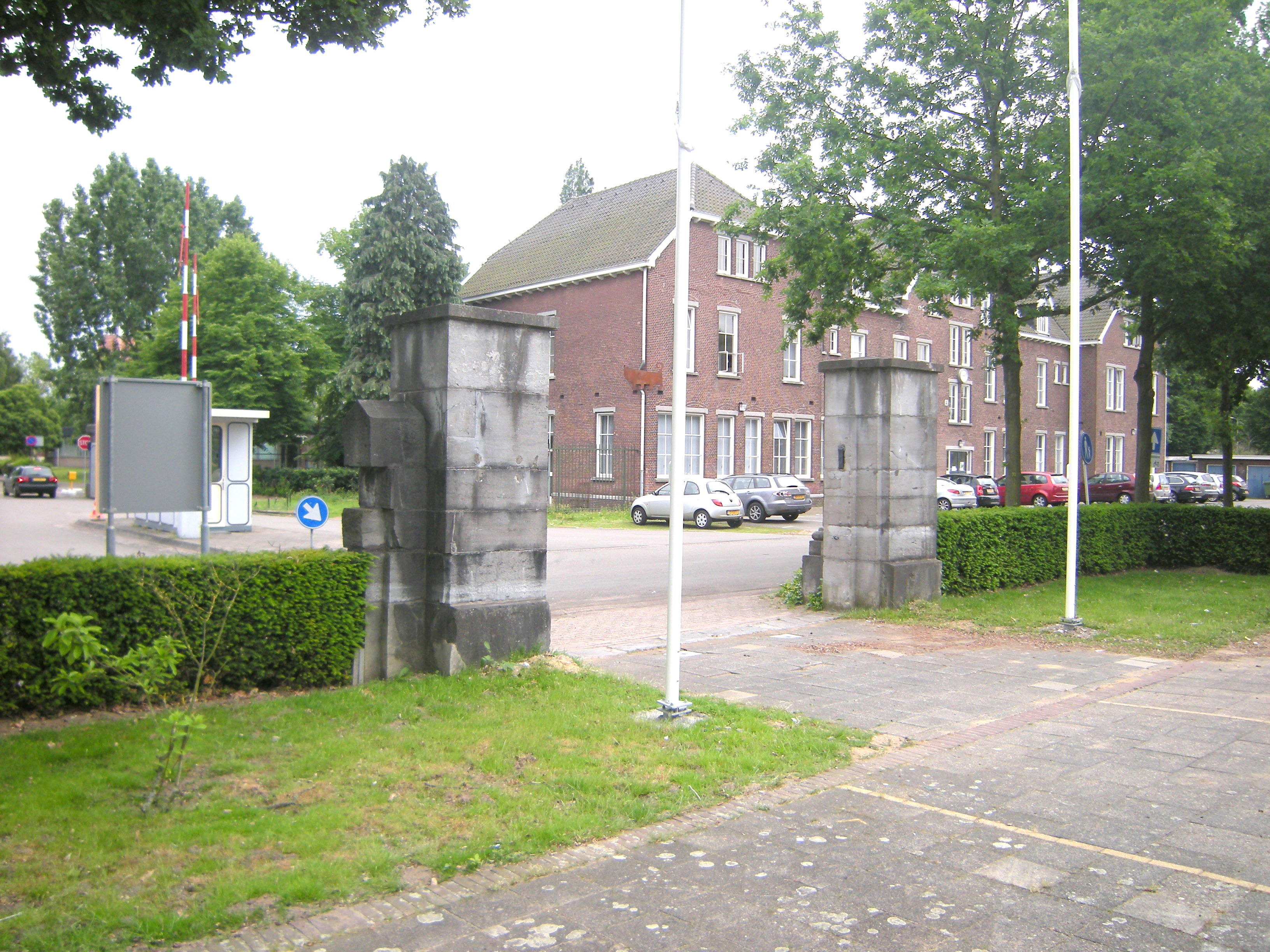
Momentan der einzig-sichtbare Rest des Fort Sankt-Michael

Im Jahr 1867 wurde Venlo vom Festungsstatus befreit; die Werke wurden schnell zerstört. Nur an der Maas (De Luif) und dem Klostergarten Mariaweide blieben Reste erhalten. Im Auftrag der Regierung entwickelte der Ingenieur Willem Frederik van Gendt einen Plan für neue Straßen rund um die Altstadt. Die Regierung verlangte, dass die Minderbroederskaserne im Einsatz blieb, so dass die Stadt selbst vorerst nicht vom Militär gesichert wurde. Erst 1909 erreichten Staat und Stadtverwaltung eine Einigung über Schließung der Kaserne. Die Gemeinde erhielt die Kaserne und gab der Regierung im Gegenzug das Gelände des ehemaligen Fort Sankt Michael. Das alte Kloster, mit Ausnahme der Kirche, die heutigen Jugend-Kirche ist, und die restlichen Kasernengebäude wurden abgerissen.

## Zukunft
Am 10. November 2010 gab die Gemeinde Venlo bekannt, dass Teile des alten Fort St. Michael freigelegt worden sind und die Ausgrabungen gut erhalten sind. Zweifellos handelt es sich hier um eine Entdeckung von historischer Bedeutung. Derzeit wird in der Gemeinde überlegt, was mit diesen Resten geschehen soll. 
Die Überreste gelten als einzigartig für die Niederlande, weil es sich um eine der wenigen von den Spaniern erbauten Festungen auf niederländischem Boden handelt. Vor allem die Vollständigkeit der Bauanlage spielt eine wichtige Rolle, die – laut archäologischem Befund – einzigartig ist.